# Contea di Wexford (Michigan)
La contea di Wexford, in inglese Wexford County, è una contea dello Stato del Michigan, negli Stati Uniti. La popolazione al censimento del 2000 era di 30 484 abitanti. Il capoluogo di contea è Cadillac.